# Oswald Avery
Oswald Theodore Avery (ur. 21 października 1877 w Halifaksie, zm. 2 lutego 1955 w Nashville) – amerykański lekarz i genetyk pochodzenia kanadyjskiego. Laureat Medalu Copleya.

## Życiorys
W 1887 roku jego rodzina przeprowadziła się z Kanady do Nowego Jorku. Studiował nauki humanistyczne na Colgate University, uzyskał stopień BA w 1900 roku i rozpoczął studia medyczne w College of Physicians and Surgeons Columbia University.
W 1913 roku zatrudnił się jako asystent w Instytucie Badań Medycznych Uniwersytet Rockefellera. 
W 1918 roku przyjął obywatelstwo amerykańskie. W czasie I wojny światowej służył w korpusie medycznym Armii Stanów Zjednoczonych.
Zajmował się badaniami mikrobiologicznymi. W 1944 roku, wraz z Colinem MacLeodem i Maclynem McCartym wyjaśnili wynik eksperymentu Griffitha, stwierdzając, że nie białko, ale DNA jest czynnikiem przenoszącym informację genetyczną.
W 1947 roku został wyróżniony nagrodą Nagrodą im. Alberta Laskera w dziedzinie podstawowych badań medycznych. Krater Avery na Księżycu został nazwany jego imieniem.